# Котиев, Берд Асланбекович
Бе́рд Асланбе́кович Коти́ев (23 февраля 1896 — год и место смерти неизвестны) — ингушский советский публицист, организатор кинопроизводства. Председатель правления «Востоккино».

## Биография
Родился 23 февраля 1896 года в семье полковника Русской императорской армии Асламбека Бейтиевича Котиева.
В 1916 году окончил Елисаветградское кавалерийское училище, вышел прапорщиком в Переяславский 15-й драгунский императора Александра III полк. 9 августа 1916 года был произведен из прапорщиков в корнеты первого Дагестанского конного полка.
В годы существования Горской автономной советской республики публиковал свои статьи в газетах «Горская кооперация» и «Горская правда», посвященные становлению и развитию кооперативного дела в Ингушетии. В 1923 году вошёл в редакционную коллегию газеты «Сердало», органа Ингушского окружного комитета РКП(б) и Ингушского окружного исполкома.
В 1924—1928 годах — представитель Ингушской автономной области при Президиуме ВЦИК.
В 1928—1933 годах — член правления, председатель худсовета, председатель правления акционерного общества «Востоккино» (с 1930 года треста «Востоккино»), в задачи которого входило развитие киносети и проката в национальных республиках и областях РСФСР, а также производство художественных и культурфильмов на материалах истории и современности малых народов России.
Стоял у истоков создания звуковых фильмов и организации их проката. Из письма Б. А. Котиева от 14 декабря 1929 года режиссёру О. Н. Фрелиху:

Так или иначе, мы стоим, безусловно, перед будущим переворотом в советской кинематографии… мы организуем студию звук-фильма, которая даст нам возможность синхронизировать экспортные фильмы, а также знакомить наши кадры с новыми методами работы. Мало того, что все кадры нужно постепенно переучивать, но сейчас на сцену выступают новые работники: киноинженеры, композиторы, акустики-шумовики и т. д., то есть названия должностей, которые немая кинематография никогда не знала…
В 1930 году в состав треста «Востоккино» вошла Ялтинская кинофабрика, в 1931 году — «Чувашкино». К работе в «Востоккино» Б. А. Котиев привлекал лучших мастеров экрана того времени: режиссёров Ю. Я. Райзмана, А. И. Бек-Назарова, Д. И. Бассалыго, Н. Д. Анощенко и др.
В 1929 году при активном участии Б. А. Котиева было открыто Казахское отделение «Востоккино», а также отделения в Крымской, Татарской и Дагестанской АССР. В 1930 году при «Востоккино» были организованы сценарные курсы.
В 1929—1930 годах — член Кинокомитета при СНК СССР.
C 1933 года — заместитель управляющего трестом «Союзфильм», затем работал помощником начальника Главного управления кинофотопромышленности (ГУКФ) при СНК СССР по вопросам репертуара и массовой печати.
Выступил с докладом на III Всесоюзном совещании работников кинохроники (1934). Член оргбюро секции фотоработников при ЦК союза кинофотоработников (1935). Начальник ГУКФ Б. З. Шумяцкий в беседе с И. В. Сталиным и другими членами Политбюро 11 декабря 1934 года положительно охарактеризовал Б. А. Котиева как работника главного управления.
В 1936 году по итогам проверки партийных документов был исключён из партии и уволен из ГУКФ. Работал заместителем управляющего трестом «Росснабфильм».
В 1936(37?) был арестован, погиб в застенках НКВД, дата смерти неизвестна.
Автор неопубликованной рукописи книги «Через две войны». По оценкам ряда исследователей, А. Б. Котиев стоял у истоков зарождения ингушского романа.
На выездном заседании Союза кинематографистов России в Ингушетии в августе 2013 года было отмечено, что «у истоков отечественного киноискусства стояли и представители ингушского народа — Берд Котиев и Шамиль Ахушков».